# Državna cesta D7
D7 je državna cesta u smjeru sjever-jug koja se prostire od graničnog prijelaza (GP) Duboševica (granica Republike Mađarske), preko Belog Manastira, Osijeka i Đakova do graničnog prijelaza Slavonski Šamac (granica Republike Bosne i Hercegovine). Dugačka je 115,2 km.
U Baranji se na toj cesti nalaze sljedeća naselja: Kneževo - Branjin Vrh - Beli Manastir  - Kozarac - Čeminac - Švajcarnica - Darda - Mece - Bilje - Osijek. Cesta prolazi kroz Branjin Vrh, Beli Manastir (Osječka ulica), Kozarac, Švajcarnicu (Ulica Dragutina Tadijanovića), Dardu, Bilje i Osijek (zapadna obilaznica). Kneževo obilazi s istočne strane, Čeminac također, s tim da je u Čemincu uz zapadnu stranu ceste ulica, a uz istočnu stranu šuma. Između Darde i Bilja prolazi južno od Meca.
Na ulazu u Branjin Vrh iz smjera Kneževa nalazi se most preko Karašice, ispred Švajcarnice i između Darde i Meca željezničko-cestovni prijelazi preko željezničke pruge Mađarboja (Mađarska) - Beli Manastir - Osijek, a na ulazu u Osijek most preko Drave.
Planira se gradnja belomanastirske obilaznice, koja će preusmjeriti tranzitni promet prema zapadu ispred ulaza u Branjin Vrh (i prema belomanastirskoj industrijskoj zoni), zaobići Beli Manastir sa zapadne strane i ponovno ga vratiti na D7 kod trafostanice prije ulaza u Beli Manastir s juga.